# Badische I e
Die Gattung I e  der Großherzoglich Badischen Staatseisenbahnen waren zweiachsige Tenderlokomotiven, die von der Maschinenbaugesellschaft Karlsruhe für den Einsatz auf Nebenstrecken und für den Rangierbetrieb gebaut wurden. Bei der Deutschen Reichsbahn wurden sie zusammen mit der badischen I b als Baureihe 8875 in den Nummernplan eingereiht.

## Geschichte
Bis in die 1880er Jahre nutzte die Badischen Staatseisenbahnen veraltete Maschinen jeglicher Bauart als Rangierlokomotiven. Der Einsatz solcher unterschiedlicher und auch manchmal ungeeigneter Fahrzeuge war jedoch auf die Dauer unwirtschaftlich. Deshalb entschloss sich die Staatsbahn für den Rangierdienst und den leichten Nebenbahnbetrieb zweifach gekuppelte Tenderlokomotiven anzuschaffen.
Die erste Lieferserie wurde 1887 von der Maschinenbaugesellschaft Karlsruhe geliefert. Bis 1892 folgten weitere fünf Serien. Eingesetzt wurde die 30 Lokomotiven vorrangig auf den Bahnhöfen und Strecken im Schwarzwald. In beinahe allen Bahnbetriebswerken waren Maschinen der Gattung I e stationiert. Abgelöst wurden die Lokomotiven von der Gattung X b.
Von der Deutschen Reichsbahn wurden noch 25 Lokomotiven übernommen. Bis Ende der 1920er Jahre wurden die meisten Lokomotiven ausgemustert. 88 7553 (Nr. 121) wurde 1930 an ein Bauunternehmen verkauft und 1945 auf dem Gebiet der Österreichischen Bundesbahn aufgefunden. Im Oktober 1956 erfolgte dann die Ausmusterung.

## Konstruktive Merkmale
Die Lokomotiven verfügten über einen Blechrahmen mit 20 mm dicken Platten und einem zwischen den Rahmenwangen liegenden Wasserkasten. Der genietete Langkessel hatte zwei Schüsse. und war relativ hoch angeordnet. Der Reglerdom saß auf dem vorderen und der Dampfdom mit den Sicherheitsventilen Bauart Meggenhofen auf dem hinteren Schuss. Ein runder Sandkasten war zwischen den Domen angeordnet. Der Stehkessel ragte zwischen die Rahmenwangen hinein. Die Einströmrohre waren außerhalb der Rauchkammer angeordnet.
Die Federung erfolgte mittels Blattfedern die oberhalb der Rahmenoberkante angeordnet waren.
Das Zweizylinder-Nassdampftriebwerk war außenliegend waagerecht angeordnet. Die Kraftübertragung erfolgte auf die zweite Kuppelachse. Die Allan-Steuerung war ebenfalls außenliegend. Die Flachschieber besaßen eine äußere Einströmung.
Die Kuppelräder wurden von einer Druckluftbremse Bauart Westinghouse beidseitig abgebremst.